# 西平沢ジャンクション
西平沢ジャンクション（ソピョンテクジャンクション）は大韓民国京畿道平沢市にある西海岸高速道路（15号線）と平沢堤川高速道路（40号線）、平沢始興高速道路（153号線）を結ぶジャンクションである。

## 接続する路線

### ソウル・木浦方面
- 西海岸高速道路（27番）

### 安城・堤川方面
- 平沢堤川高速道路（1番）

### 始興方面
- 平沢始興高速道路（1番）

## 隣
西海岸高速道路
(27) 西平沢IC - (28) 西平沢JCT - (29) 発安IC
平沢堤川高速道路
(1) 八灘JCT - (2) 青北IC
平沢始興高速道路
(1) 八灘JCT - (2) 朝岩IC